# Jaimini
Jaimini foi um antigo sábio erudito indiano que fundou a escola Mimansa de filosofia hindu. Ele é considerado um discípulo do rixi/sábio védico Viasa, filho do rixi Parashara. Tradicionalmente atribuído como o autor dos Sutras de Mimansa e Sutras de Jaimini, estima-se que ele tenha vivido por volta do século IV ao II a.C. Alguns estudiosos o situam entre 250 a.C. e 50 d.C. Sua escola é considerada não-teísta, mas uma que enfatizou partes rituais do Vedas como essenciais para o Darma.
O guru de Jaimini era Badaraiana, o último fundou a escola Vedanta da filosofia hindu, enfatizando as partes de conhecimento dos Vedas, e creditado como autor dos Sutras Brâmanes. Tanto Badaraiana quanto Jaimini citaram um ao outro enquanto analisavam as teorias um do outro, Badaraiana enfatizando o conhecimento enquanto Jaimini enfatiza os rituais, às vezes concordando um com o outro, às vezes discordando, muitas vezes a antítese do outro.
As contribuições de Jaimini para análise textual e exegese influenciaram outras escolas de filosofias indianas, e os bhashyas (revisões e comentários) mais estudados sobre os textos de Jaimini foram de estudiosos chamados Xábara, Cumarila e Prabhakara.

## Obras
Jaimini é mais conhecido por seu grande tratado Sutras de Purva Mimamsa, também chamado de carma-mimansa (“Estudo da Ação Ritual”), um sistema que investiga os rituais nos textos védicos. O texto fundou a escola Purva-Mimansa de filosofia indiana antiga, uma das seis Darsanas ou escolas de filosofia indiana antiga.
Datado, aproximadamente, do século IV a.C., o texto contém cerca de três mil sutras e é o texto fundamental da escola Mimansa. O texto visa uma exegese dos Vedas no que diz respeito à prática ritual (carma) e ao dever religioso (darma), comentando os primeiros Upanixades. O Mimansa de Jaimini é um contra-movimento ritualista (carma-canda) às especulações de autoconhecimento (atmã) da filosofia Vedanta. Seu Sutra de Mimansa foi comentado por muitos, dos quais Xábara estava entre os primeiros.
Jaimini também escreveu uma versão do Maabarata narrado a ele por seu preceptor Viasa, mas hoje, apenas o Ashvamedhika Parva e o Shasramukhacaritam de sua obra estão disponíveis.